# 中華民國—貝里斯關係
中華民國—貝里斯關係是指中華民國與貝里斯之間的外交關係。

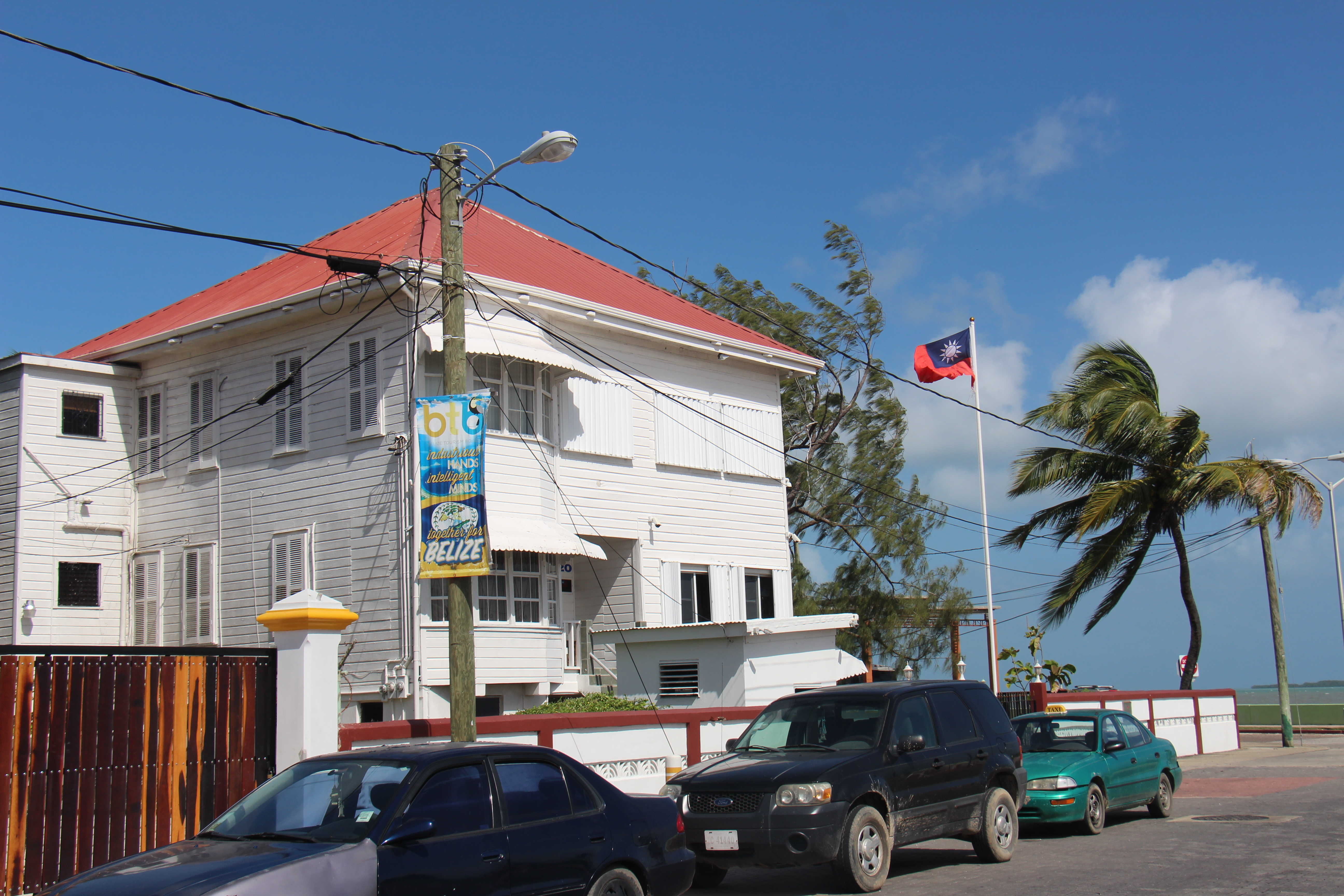
中華民國駐貝里斯大使館

## 建交歷程
1981年貝里斯獨立之後，一位具有中国血统的貝里斯商人伍永泉（William Quinto）與貝里斯人民联合党的支持者，开始透过赛义德·穆萨（Said Wilbert Musa）游说当时的貝里斯总理（George Cadle Price），与中華民國建立关系。
1984年5月，当时的中華民國驻危地马拉的大使陸以正来到貝里斯，会见了伍永泉和蒲萊士總理，以讨论雙方建立关系的可能性，也得到蒲萊士總理同意，但陸以正大使返瓜國後，當時因瓜地馬拉主張貝里斯屬於危地马拉國土，因此中華民國與貝里斯建交案遭到當時危地马拉副總統鲁道夫·罗伯斯·萨莫拉（Rodolfo Lobos Zamora）反對，且在瓜國內閣會議中主張，如中華民國承認貝里斯，危地马拉就與中華民國斷交，陸以正大使急電中華民國政府，強調不能因小失大，又加上蒲萊士總理所屬人民聯合黨在當年國會大選落敗，由在野黨聯合民主黨執政，中華民國政府只好把建交案暫時擱置。
1989年9月，蒲萊士重任總理，任命賽義德·穆沙擔任外交部長，雙方重新接觸，並在1989年10月13日正式建交。

## 歷史
- 1989年10月13日中華民國與貝里斯建立大使級外交關係。[2]

- 1989年10月25日中華民國政府在貝國前首府貝里斯市設立大使館。[2]

- 1992年9月21日貝里斯政府在台北設立大使館，1993年因財政拮据關閉。[2][3]

- 1999年8月由該國駐華大使伍永泉大使在台北復館。[4]

## 高層互訪

### 現任貝里斯政府高層
國家元首代表 總督：（Froyla Tzalam）2021年5月就任
行政首長 總理：約翰尼·布里仙紐（Johnny Briceño）2020年11月就任、2025年3月連任，任期5年
國會議長 參議院議長：卡罗琳·特伦奇·桑迪福德（Carolyn Trench Sandiford）2020年12月就任；眾議院議長：瓦萊麗·伍姿（Valerie Woods）2020年12月就任。

#### 貝里斯訪中華民國團（1991/01後）
| 國家元首                               |                                          |  |
| 總督 （Colville Norbert Young）        | 2006/10、2010/11、2012/5、2015/5、2019/7 |  |
| 行政首長                               |                                          |  |
| 總理 （George Cadle Price）            | 1991/4                                   |  |
| 總理 （Manuel Esquivel）               | 1997/9                                   |  |
| 總理 （Said Wilbert Musa）             | 1998/10、2002/2、2003/8、2004/5、2007/4  |  |
| 總理 （Dean Oliver Barrow）            | 2008/5                                   |  |
| 總理 （Johnny Briceño）                | 2022/3、2024/5                           |  |
| 國會議長                               |                                          |  |
| 參議院議長 （Philip Zuniga）           | 2007/7                                   |  |
| 參議院議長 （Andrea Gill）             | 2011/1                                   |  |
| 眾議院議長 （Michael Peyrefitte）      | 2015/4                                   |  |
| 參議院議長郑经纬 （Lee Mark Chang）    | 2018/6*、2019/4                          |  |
| 眾議院議長 （Laura Tucker-Longsworth） | 2018/6                                   |  |
| 眾議院議長 （Valerie Woods）           | 2021/11                                  |  |

#### 中華民國訪貝里斯團（1996/7後）
| 國家元首         |                  |       |
| 總統陳水扁       | 2004/08          |       |
| 總統馬英九       | 2009/05、2016/03 |       |
| 總統蔡英文       | 2018/08、2023/03 | [ 6 ] |
| 行政首長         |                  |       |
| 行政院院長蕭萬長 | 1999/01          |       |
| 行政院院長游錫堃 | 2002/07          |       |
| 監察院長         |                  |       |
| 院長張博雅       | 2015/11          |       |

## 兩國合作項目

### 有關兩國政府間簽署合作協定或備忘錄
| 日期           | 協定名稱                                                               | 備註              |
| -------------- | ---------------------------------------------------------------------- | ----------------- |
| 1990年10月5日  | 《農業技術合作協定》                                                   | [ 註 1 ]          |
| 1999年1月16日  | 《投資促進暨保護協定》                                                 |                   |
| 1999年1月16日  | 《有關締結貿易協定之瞭解備忘錄》                                       |                   |
| 1999年1月16日  | 《投資促進暨保護協定》                                                 |                   |
| 2002年8月13日  | 《派遣國際合作發展基金會志工協定》                                     |                   |
| 2006年6月23日  | 《禽流感疫情交換合作瞭解備忘錄》                                       |                   |
| 2006年8月1日   | 《行政院原住民族委員會與貝里斯國家發展、投資及文化部援助事務合作協定》 |                   |
| 2006年10月26日 | 《互免外交及公務護照簽証協定》                                         |                   |
| 2012年2月13日  | 《水產養殖計畫協定》                                                   |                   |
| 2013年10月29日 | 《資訊通信技術合作協定（2014-2019）》                                  |                   |
| 2014年8月15日  | 《移民事務及防制人口販運合作瞭解備忘錄》                               |                   |
| 2015年12月2日  | 《羊隻品種改良計畫合作協定》                                           | [ 註 2 ]          |
| 2016年2月10日  | 《公衛醫療技術合作協定》                                               |                   |
| 2017年9月7日   | 《警政合作協定》                                                       |                   |
| 2019年4月2日   | 《城市韌性防災計畫合作協定》                                           |                   |
| 2019年7月2日   | 《廉政合作協定》                                                       | [ 8 ]             |
| 2020年3月26日  | 《種羊生產暨輔導體系強化計畫合作協定》                                 | [ 9 ]             |
| 2020年4月9日   | 《資訊通信技術合作協定（2019-2024）》                                  |                   |
| 2020年9月26日  | 《刑事司法互助條約》                                                   | [ 10 ]            |
| 2020年9月28日  | 《航空服務協定》                                                       | [ 11 ]            |
| 2020年9月30日  | 《經濟合作協定》                                                       | 2022年1月15日生效 |
| 2022年8月23日  | 《海巡合作協定》                                                       | [ 註 3 ]          |
| 2022年12月1日  | 《貝里斯河流域水災預警能力提升計畫合作協定》                           |                   |
| 2023年4月3日   | 《技術合作框架協定》                                                   |                   |

## 兩國貿易
| 年分 | 貿易總額   | 年增減   | 排名 | 出口至貝里斯 | 年增減   | 排名 | 自貝里斯進口 | 年增減    | 排名 |
| ---- | ---------- | -------- | ---- | ------------ | -------- | ---- | ------------ | --------- | ---- |
| 2022 | 11,829,213 | ▼0.796%  | 137  | 8,584,867    | ▼22.979% | 131  | 3,244,346    | ▲317.042% | 133  |
| 2023 | 9,924,044  | ▼16.106% | 141  | 7,476,244    | ▼12.91%  | 130  | 2,447,800    | ▼24.552%  | 138  |
| 2024 | 9,129,790  | ▼8.00%   | 149  | 6,379,711    | ▼14.67%  | 134  | 2,750,079    | ▲12.35%   | 141  |

- 中華民國－貝里斯主要出口項目：真空泵及風扇、電子工業用化學品、積體電路、發電機、塑膠製品、合成纖維絲梭織物、腳踏車、機械零件、通訊設備、調理食品等。[15]
- 中華民國－貝里斯主要進口項目：白蝦、供試驗用機械、堅果產品、鐵屬廢料、鋼鐵製餐桌、塑膠加工機械、動物飼料及電容器等。[15]

## 旅遊

持中華民國護照的中華民國公民可以免簽證的方式入境貝里斯。

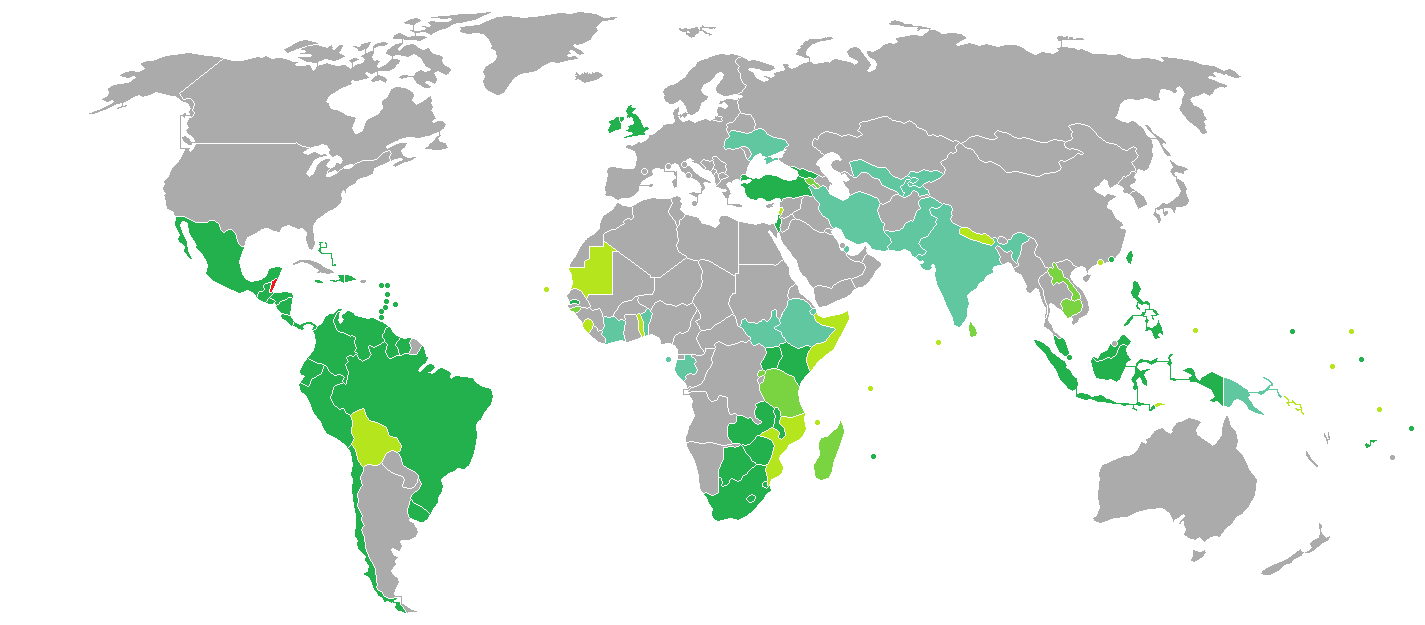
持貝里斯護照的貝里斯公民可以免簽證的方式入境中華民國。

### 簽證
持有中華民國護照的中華民國公民可以免簽證的方式入境貝里斯，貝國現場移民官員具有給予停留不逾30日之權限；惟倘中華民國公民須在貝國停留逾30日，則須檢附相關證明文件前往移民局繳費申請延長停留，合計不超過90日。其後倘仍須延長停留，則中華民國公民須就地申請簽證。
持貝里斯護照的貝里斯公民可以免簽證的方式入境中華民國30日。

### 航空客運
兩國目前無直航班機，來往貝里斯之客運航線有以下方式：
1.搭乘飛往洛杉磯、芝加哥-歐海爾、休士頓-喬治·布希班機。
2.在各機場轉機可到達貝里斯市-菲利浦·高森國際機場。
- 上述目的地國際機場為鄰近該國首都或該國最主要樞紐機場，若要前往該國其他國際機場或國內線機場詳見貝里斯機場（英语：List of airports in Belize）。

## 外部連結
- 中華民國外交部貝里斯簡介 （页面存档备份，存于） （繁體中文）(Facebook （页面存档备份，存于） 、X)

- 中華民國駐貝里斯大使館 （页面存档备份，存于） （繁體中文）（英文）(Facebook （页面存档备份，存于）、X)

- 貝里斯外交部 （页面存档备份，存于）（英文）(X （页面存档备份，存于）)